# 조개아메바과
조개아메바과(Vannellidae)는 조개아메바목(Vannellida)에 속하는 아메바류의 유일한 과이다.

## 하위 속
- Clydonella
- Discamoeba
- Lingulamoeba
- Pessonella
- 판아메바속 (Platyamoeba)
- Unda
- 조개아메바속 (Vannella)